# Scoparia stenopa
Scoparia stenopa là một loài bướm đêm trong họ Crambidae.